# Parlementaire zitting
Een parlementaire zitting (of simpelweg zitting of zittingsjaar) is een periode waarin een wetgevend orgaan (parlement) bijeenkomt om zijn taken uit te voeren. Het is deel van een zittingsperiode of legislatuurperiode (de periode tussen verkiezingen).
Een parlementaire zitting wordt formeel geopend, waarbij de voorzitter wordt gekozen, het bureau wordt samengesteld, het vertrouwen aan de regering geschonken en de regering haar beleidsverklaring voorstelt.
Doorgaans wordt er een onderscheid gemaakt tussen een gewone zitting en buitengewone zitting.

## België

### Federaal Parlement
Art. 44 van de Belgische Grondwet bepaalt wanneer de parlementaire zittingen plaatsvinden:
"De Kamers komen van rechtswege bijeen ieder jaar, de tweede dinsdag van oktober, behalve wanneer zij reeds voordien door de Koning zijn bijeengeroepen.
De Kamers moeten ieder jaar ten minste veertig dagen in zitting blijven. De Senaat is een niet-permanent orgaan.
De zitting wordt door de Koning gesloten.
De Koning heeft het recht de Kamers in buitengewone zitting bijeen te roepen."
Dit was oorspronkelijk Art. 70 in de Grondwet van 1831. In 1969 werd de openingsdag vervroegd van de tweede dinsdag van november naar de tweede dinsdag van oktober.
De zittingen van de Kamer en Senaat vallen samen; de Senaat kan niet vergaderen buiten de zitting van de Kamer (Art. 70 Gw).
Tegenwoordig is dit concept slechts een formaliteit: een zitting wordt gesloten de dag voor de volgende zitting wordt geopend. En aangezien verkiezingen vaak in het voorjaar plaatsvinden, start de legislatuurperiode doorgaans met een buitengewone zitting voor de zomermaanden tot aan de eerstvolgende tweede dinsdag van oktober.
Dit is de 53ste zittingsperiode (2010-2014) als voorbeeld, volgend op de verkiezingen van 13 juni 2010:
| Zitting               | Opening         | Sluiting        |
| --------------------- | --------------- | --------------- |
| buitengewone zitting  | 6 juli 2010     | 11 oktober 2010 |
| 2de zitting 2010-2011 | 12 oktober 2010 | 10 oktober 2011 |
| 3de zitting 2011-2012 | 11 oktober 2011 | 8 oktober 2012  |
| 4de zitting 2012-2013 | 9 oktober 2012  | 7 oktober 2013  |
| 5de zitting 2013-2014 | 8 oktober 2013  | 28 april 2014   |

### Vlaams Parlement
Art. 10 van het bijzonder decreet van 7 juli 2006 over de Vlaamse instellingen bepaalt dat het zittingsjaar van het Vlaams Parlement begint op de vierde maandag van september. Analoog aan het federale niveau kan het Vlaams Parlement eerder worden bijeengeroepen door de Vlaamse Regering en moet het ieder jaar ten minste veertig dagen in zitting blijven. Tijdens de openingsvergadering presenteert de Vlaamse Regering de beleidsverklaring voor dat zittingsjaar, dit wordt de Septemberverklaring genoemd.